# Ложечниця
Ложечниця (Cochlearia) — рід близько 30 видів однорічних і багаторічних трав родини капустяних (Brassicaceae). Вони широко розповсюджені в помірних і арктичних областях північної півкулі, найчастіше зустрічаються в прибережних регіонах, на вершинах скель і солончаках, де їхня висока толерантність до солі дозволяє їм уникнути конкуренції з більшими, але менш стійкими до солі рослинами; вони також зустрічаються в альпійських місцях проживання в горах і тундрі.
Утворюють невисокі, округлі або повзучі рослини, зазвичай 5–20 см заввишки. Листки плавно округлі, приблизно ложкоподібні або у деяких видів лопатеві; зазвичай довжиною 1–5 см і з м'ясистою текстурою. Квітки білі з чотирма пелюстками і зібрані в короткі китиці.

## Види
- Cochlearia aestuaria (J.Lloyd) Heywood
- Cochlearia anglica L.
- Cochlearia bavarica Vogt
- Cochlearia borzaeana (Coman & Nyár.) Pobed.
- Cochlearia danica L.
- Cochlearia groenlandica L.
- Cochlearia gurulkanii Yıld.
- Cochlearia micacea E.S.Marshall
- Cochlearia officinalis L.
- Cochlearia polonica A.Fröhl.
- Cochlearia pyrenaica DC.
- Cochlearia scotica Druce
- Cochlearia sessilifolia Rollins
- Cochlearia tatrae Borbás
- Cochlearia tridactylites Banks ex DC.